# FA Cup 1901-1902
La FA Cup 1901-1902 fu la trentunesima edizione del torneo calcistico più vecchio del mondo. Vinse per la seconda volta lo Sheffield United.

## Calendario
| Round                           | Data                     |
| ------------------------------- | ------------------------ |
| Turno preliminare               | Sabato 21 settembre 1901 |
| Primo turno di qualificazione   | Sabato 5 ottobre 1901    |
| Secondo turno di qualificazione | Sabato 19 ottobre 1901   |
| Terzo turno di qualificazione   | Sabato 2 novembre 1901   |
| Quarto turno di qualificazione  | Sabato 16 novembre 1901  |
| Quinto turno di qualificazione  | Sabato 30 novembre 1901  |
| Turno intermedio                | Sabato 14 dicembre 1901  |
| Primo turno                     | Sabato 25 gennaio 1902   |
| Secondo turno                   | Sabato 8 febbraio 1902   |
| Terzo turno                     | Sabato 22 febbraio 1902  |
| Semifinali                      | Sabato 15 marzo 1902     |
| Finale                          | Sabato 19 aprile 1902    |

## Turno intermedio
| Numero partita | Squadra locale    | Punteggio                              | Squadra ospite     | Data             |
| -------------- | ----------------- | -------------------------------------- | ------------------ | ---------------- |
| 1              | Reading           | 2-1                                    | Chesterfield       | 14 dicembre 1901 |
| 2              | Walsall           | 2-0                                    | New Brompton       | 14 dicembre 1901 |
| 3              | Newton Heath      | 1-2                                    | Lincoln City       | 14 dicembre 1901 |
| 4              | Bishop Auckland   | 2-3                                    | Burnley            | 14 dicembre 1901 |
| 5              | Millwall Athletic | 1-1                                    | Bristol Rovers     | 14 dicembre 1901 |
| Ripetizione    | Bristol Rovers    | 1-0                                    | Millwall Athletic  | 18 dicembre 1901 |
| 6              | Leicester Fosse   | 0-1                                    | Glossop            | 14 dicembre 1901 |
| 7              | Woolwich Arsenal  | 1-1                                    | Luton Town         | 14 dicembre 1901 |
| Ripetizione    | Luton Town        | 0-2                                    | Woolwich Arsenal   | 18 dicembre 1901 |
| 8              | Oxford City       | Qualificata per ritiro dell'avversaria | New Brighton Tower |                  |
| 9              | Northampton Town  | 4-1                                    | Darwen             | 14 dicembre 1901 |
| 10             | Portsmouth        | 2-1                                    | Small Heath        | 14 dicembre 1901 |

## Primo turno
| Numero partita | Squadra locale          | Punteggio | Squadra ospite       | Data             |
| -------------- | ----------------------- | --------- | -------------------- | ---------------- |
| 1              | Bury                    | 5-1       | West Bromwich Albion | 25 gennaio 1902  |
| 2              | Liverpool               | 2-2       | Everton              | 25 gennaio 1902  |
| Ripetizione    | Everton                 | 0-2       | Liverpool            | 29 gennaio 1902  |
| 3              | Stoke                   | 2-2       | Aston Villa          | 25 gennaio 1902  |
| Ripetizione    | Aston Villa             | 1-2       | Stoke                | 29 gennaio 1902  |
| 4              | Walsall                 | 1-0       | Burnley              | 25 gennaio 1902  |
| 5              | Notts County            | 1-2       | Reading              | 25 gennaio 1902  |
| 6              | Blackburn Rovers        | 0-2       | Derby County         | 1º febbraio 1902 |
| 7              | Sheffield Wednesday     | 0-1       | Sunderland           | 25 gennaio 1902  |
| 8              | Grimsby Town            | 1-1       | Portsmouth           | 25 gennaio 1902  |
| Ripetizione    | Portsmouth              | 2-0       | Grimsby Town         | 29 gennaio 1902  |
| 9              | Wolverhampton Wanderers | 0-2       | Bolton Wanderers     | 25 gennaio 1902  |
| 10             | Middlesbrough           | 1-1       | Bristol Rovers       | 25 gennaio 1902  |
| Ripetizione    | Bristol Rovers          | 1-0       | Middlesbrough        | 29 gennaio 1902  |
| 11             | Woolwich Arsenal        | 0-2       | Newcastle Utd        | 25 gennaio 1902  |
| 12             | Tottenham               | 1-1       | Southampton          | 25 gennaio 1902  |
| Ripetizione    | Southampton             | 2-2       | Tottenham            | 29 gennaio 1902  |
| 2° Ripetizione | Southampton             | 2-1       | Tottenham            | 3 febbraio 1902  |
| 13             | Manchester City         | 1-1       | Preston North End    | 25 gennaio 1902  |
| Ripetizione    | Preston North End       | 0-0       | Manchester City      | 29 gennaio 1902  |
| 2° Ripetizione | Preston North End       | 2-4       | Manchester City      | 3 febbraio 1902  |
| 14             | Oxford City             | 0-0       | Lincoln City         | 25 gennaio 1902  |
| Ripetizione    | Lincoln City            | 4-0       | Oxford City          | 30 gennaio 1902  |
| 15             | Northampton Town        | 0-2       | Sheffield United     | 25 gennaio 1902  |
| 16             | Glossop                 | 1-3       | Nottingham Forest    | 25 gennaio 1902  |

## Secondo turno
| Numero partita | Squadra locale   | Punteggio | Squadra ospite    | Data             |
| -------------- | ---------------- | --------- | ----------------- | ---------------- |
| 1              | Southampton      | 4-1       | Liverpool         | 8 febbraio 1902  |
| 2              | Reading          | 0-1       | Portsmouth        | 8 febbraio 1902  |
| 3              | Walsall          | 0-5       | Bury              | 8 febbraio 1902  |
| 4              | Lincoln City     | 1-3       | Derby County      | 8 febbraio 1902  |
| 5              | Sheffield United | 2-1       | Bolton Wanderers  | 8 febbraio 1902  |
| 6              | Newcastle Utd    | 1-0       | Sunderland        | 12 febbraio 1902 |
| 7              | Manchester City  | 0-2       | Nottingham Forest | 8 febbraio 1902  |
| 8              | Bristol Rovers   | 0-1       | Stoke             | 8 febbraio 1902  |

## Terzo turno
| Numero partita | Squadra locale    | Punteggio | Squadra ospite   | Data             |
| -------------- | ----------------- | --------- | ---------------- | ---------------- |
| 1              | Bury              | 2-3       | Southampton      | 22 febbraio 1902 |
| 2              | Nottingham Forest | 2-0       | Stoke            | 22 febbraio 1902 |
| 3              | Newcastle Utd     | 1-1       | Sheffield United | 22 febbraio 1902 |
| Ripetizione    | Sheffield United  | 2-1       | Newcastle Utd    | 27 febbraio 1902 |
| 4              | Portsmouth        | 0-0       | Derby County     | 22 febbraio 1902 |
| Ripetizione    | Derby County      | 6-3       | Portsmouth       | 27 febbraio 1902 |

## Semifinali
| Numero partita | Squadra locale   | Punteggio | Squadra ospite    | Data          |
| -------------- | ---------------- | --------- | ----------------- | ------------- |
| 1              | Southampton      | 3-1       | Nottingham Forest | 15 marzo 1902 |
| 2              | Sheffield United | 1-1       | Derby County      | 15 marzo 1902 |
| Ripetizione    | Sheffield United | 1-1       | Derby County      | 20 marzo 1902 |
| 2° Ripetizione | Sheffield United | 1-0       | Derby County      | 27 marzo 1902 |

## Finale
| Arbitro: | Tom Kirkham |

|                |           |                |
| Alf Common 55’ | Marcatori | 88’ Harry Wood |

### Ripetizione
| Arbitro: | Tom Kirkham |

|                                   |           |                  |
| George Hedley 2’ Billy Barnes 79’ | Marcatori | 70’ Albert Brown |